# Topographisch-alphabetisches Handbuch über die in dem Ober-Mainkreise befindlichen Städte, Märkte, Dörfer, Weiler, Mühlen und Einöden
Das Topographisch-alphabetische Handbuch über die in dem Ober-Mainkreise befindlichen Städte, Märkte, Dörfer, Weiler, Mühlen und Einöden ist ein Verzeichnis, das 1820 von dem Königlichen Rechnungs-Revisor A. H. Hoenig herausgegeben wurde. Der vollständige Titel lautet: „Topographisch-alphabetisches Handbuch über die in dem Ober-Mainkreise befindlichen Städte, Märkte, Dörfer, Weiler, Mühlen und Einöden, mit mehreren statistischen Nachrichten“. Die Zusammenstellung des Werkes wurde am 26. Oktober 1819 abgeschlossen.
Das Werk besteht aus zwei Teilen. Der erste Teil (S. V–VII) führt sämtliche Landgerichte, Herrschaftsgerichte und Patrimonialgerichte des Obermainkreis mit Angaben zur Gesamtzahl der Wohnhäuser, der Feuerstellen, der Familien, der Einwohner, der Größe und der Ruralgemeinden auf. Dem schließt sich ein Abkürzungsverzeichnis (S. VIII) an.
Im zweiten Teil (S. 1–144) werden die Orte des Obermainkreises in alphabetischer Reihenfolge aufgelistet, jeweils mit Angaben zum Siedlungstyp, der Einwohnerzahl, dem zuständigen Steuerdistrikt und Landgericht sowie ggf. Anmerkungen. Einöden oder Weiler werden nicht immer aufgelistet, manchmal findet sich eine Anmerkung beim nächstgrößeren Ort, selten bleiben sie gänzlich unerwähnt. Auf S. 144 finden sich Berichtigungen.
Der Herausgeber macht keine Angaben zum Stichtag der statistischen Erhebungen. Sie decken sich weder mit den sogenannten Montgelaszählungen (Stichjahr: 1811/12) noch mit den Statistischen Jahresberichten des Obermainkreises (Stichjahr: 1818).
Sämtliche Angaben dieses Werkes wurden unverändert von der Geographisch-statistischen Beschreibung des Ober-Mainkreises übernommen.